# Ryoyu Kobayashi
Ryoyu Kobayashi (en japonés: 小林陵侑, Kobayashi Ryoyu; Hachimantai, 8 de noviembre de 1996) es un deportista japonés que compite en salto en esquí. Su hermano Junshiro compite en el mismo deporte.
Participó en dos Juegos Olímpicos de Invierno, obteniendo dos medallas en Pekín 2022, oro en el trampolín normal individual y plata en el trampolín grande individual, y el sexto lugar en Pyeongchang 2018, en el trampolín grande por equipo.
Ganó tres medallas en el Campeonato Mundial de Esquí Nórdico entre los años 2019 y 2025.

## Palmarés internacional
| Juegos Olímpicos   | Juegos Olímpicos    | Juegos Olímpicos  | Juegos Olímpicos |
| Año                | Lugar               | Medalla           | Prueba           |
| ------------------ | ------------------- | ----------------- | ---------------- |
| 2022               | Pekín (China)       | Medalla de oro    | TN individual    |
| 2022               | Pekín (China)       | Medalla de plata  | TG individual    |
| Campeonato Mundial |                     |                   |                  |
| Año                | Lugar               | Medalla           | Prueba           |
| 2019               | Seefeld (Austria)   | Medalla de bronce | TG por equipo    |
| 2023               | Planica (Eslovenia) | Medalla de plata  | TG individual    |
| 2025               | Trondheim (Noruega) | Medalla de bronce | TG individual    |